# Micronecta caperata
Micronecta caperata (лат.) — вид мелких водяных клопов рода Micronecta из семейства Гребляки (Corixidae, Micronectinae, или Micronectidae). Юго-Восточная Азия: Вьетнам (Cao Bang, Phu Tho, Nghe An, Lam Dong).

## Описание
Мелкие водяные клопы, длина от 1,5 до 1,9 мм. Переднеспинка заметно короче медианной длины головы; боковой край переднеспинки очень короткий. Цвет дорзума желтовато-коричневый. Гемелитрон пунктированный, с разбросанными небольшими светло-коричневыми пятнами. Лоб и темя светло-желтоватые, глаза красноватые. Переднеспинка светло-коричневато-жёлтая. Гемелитрон светло-жёлтый с разбросанными небольшими светло-коричневыми пятнами. Мембрана похожа на кориум по цвету, но более полупрозрачная. Задние крылья отсутствуют. Вентральная часть груди и брюшка и ноги бледно-жёлтые. Вид был впервые описан в 2021 году вьетнамскими энтомологами Tuyet Ngan Ha и Anh Duc Tran (Faculty of Biology, VNU University of Science, Vietnam National University, Ханой, Вьетнам) по материалам из Вьетнама.